# 상호 펀드
상호 펀드(相互 fund, 영어: mutual fund 뮤추얼 펀드[*])는 주식회사 방식으로 운영되는 펀드를 뜻한다. 보통 상호 펀드는 개방식 투자신탁이다.
일반적인 펀드는 계약형이다. 은행에 예금을 하면 이자가 붙고, 예금을 찾고 싶으면(통장을 해지하고 싶으면) 은행에 가서 찾는다. 대부분의 펀드도 이와 비슷하게 투자를 해서 수익이 나면 이익을 나눠 갖게 되고, 투자금을 찾고 싶으면 펀드에서 투자금을 찾으면 된다. 계약을 맺고, 계약을 해지하는 것과 같은 구조다. 물론 은행에 저축한 사람은 은행 운영과는 무관하듯이, 투자한 사람과 투자한 자금이 운영되는 방식과는 상관이 없다. 
반면에 상호 펀드는 주식회사 방식으로 운영된다. 예를 들어 A기업 주식을 A기업에서 매매하는 것이 아니라 증권 거래소에서 사고, 팔듯이, 상호 펀드도 상호 펀드에서 매매하는게 아니라 거래소에서 매매한다. 그리고 A기업 주식을 가진 사람은 자신이 가진 지분만큼 A기업 운영에 권리를 가지고 있듯이, 상호 펀드도 상호 펀드에 투자한 지분만큼 운영에 대한 권리를 가진다.

## 운영
증권 투자를 목적으로 회사의 주식을 투자가들이 소유함으로써 회사형을 택하여 투자가는 수익자가 되는 동시에 주주가 되는 것이다. 개방식 투자회사란 주식 소유자의 요청에 의하여 언제든지 회사가 순자산 가격으로 주식을 매입함으로써 투자가의 가입·탈퇴가 항상 자유롭고, 회사의 주식수는 수시로 변화하게 된다. 보통주(株) 펀드, 균형 펀드 및 채권, 우선주 펀드로 구분되며, 보통주 펀드의 규모가 가장 크다.

## 같이 보기
- 투자
- 헤지 펀드
- 금융공학
- 주식
- 부동산